# Steinhöring
Steinhöring è un comune tedesco di 3 893 abitanti, situato nel land della Baviera.